# Brenda
Ovaj članak je o ženskom imenu. Za naselje u američkoj državi Arizona, vidi Brenda, Arizona
Brenda je žensko ime.

## Osobe s imenom Brenda
- Brenda Brkušić (rođena 1981.), američka filmska producentica, redateljica i scenaristica
- Brenda Chamberlain (1912. – 1971.), velška umjetnica
- Brenda Cowling (1925. – 2010.), engleska glumica
- Brenda Song (rođena 1988.), američka glumica
- Brenda Strong (rođena 1960.), američka glumica